# Fryderyk Spaeth
Fryderyk Spaeth (ur. 1747 w Rydzynie, zm. 20 marca 1813 w Warszawie) – polski lekarz, uczestnik insurekcji kościuszkowskiej.

## Życiorys
Urodził się w 1747 w Rydzynie, dobrach Augusta Sułkowskiego, z którym podróżował po Europie i zdobywał wiedzę medyczną. W 1775 został mianowany chirurgiem regimentu ordynacji rydzyńskiej. W 1791 dostał przeniesienie do regimentu Działyńskich, w następnym roku był w korpusie artylerii i w 1793 objął obowiązki lekarza dywizyjnego w polskim wojsku.
Brał udział w insurekcji i w 1794 na polecenie T. Kościuszki objął nadzorem lazarety w Warszawie. Był założycielem szkoły dla chirurgów wojskowych działającej w latach 1794-1795 w Warszawie.
W okresie rządów pruskich w Warszawie należał do prowincjonalnego kolegium lekarskiego. W Księstwie Warszawskim należał do Rady ogólnej lekarskiej i był członkiem komisji egzaminacyjnej.

## Rodzina
Nie jest znane imię żony ani jej pochodzenie, natomiast wiadomo, że miał dwie córki: Renatę Konstancję (1787-1840) zamężną za Józefa Jana Celińskiego oraz Mariannę (1778-1845) zamężną za Franciszka Brandta. 
Zmarł w Warszawie 20 marca 1813 i pochowany został na cmentarzu ewangelicko-augsburskim (al. 3-9).